# 湖南阳明山国家森林公园
湖南阳明山国家森林公园位于中国湖南省永州市双牌县境内，设立于1992年，面积11733.33公顷。

## 概况
公园拥有上万亩原始次生林及华东黄杉、南方红豆杉等国家珍稀的一、二级保护植物。华东黄杉集中地于1982年被列为湖南省自然保护区。山上十万亩高山杜鹃被誉为“天下第一杜鹃红”。